# Politikåret 1938

## Händelser
- 12 mars - Österrike invaderas av tyska trupper.
- 13 mars - Adolf Hitler proklamerar att Österrike är en del av det Tyska riket genom Anschluss (anslutning).[1]

## Val och folkomröstningar
- 10 april – Folkomröstning om Anschluss i Tyskland och Österrike.

## Organisationshändelser
- Okänt datum – Ferdinand Nilsson blir partisekreterare i Bondeförbundet.
- Okänt datum – Revolutionary Socialist Party bildas i Indien.
- Okänt datum – Socialist Workers Party bildas i USA.

## Födda
- 2 mars – Ricardo Lagos, Chiles president 2000–2006.
- 28 juli – Alberto Fujimori, Perus president 1990–2000.
- 28 augusti – Paul Martin, Kanadas premiärminister 2003–2006.
- 10 oktober – Heinz Fischer, Österrikes förbundspresident 2004–2016.
- 12 november – Benjamin Mkapa, Tanzanias president 1995–2005.
- 31 december – Marien Ngouabi, Kongo-Kinshasas president 1969–1977.

## Avlidna
- 10 november – Mustafa Kemal Atatürk, Turkiets förste president 1923–1938.

### Fotnoter
1. ↑  ”Austria” (på engelska). World Statesmen. http://www.worldstatesmen.org/Austria.html. Läst 7 november 2012.